# 19453 Мердокхорн
19453 Мердокхорн (19453 Murdochorne) — астероїд головного поясу, відкритий 28 березня 1998 року.
Тіссеранів параметр щодо Юпітера — 3,620.